# Catalina Amarilla
Catalina Amarilla (ur. 14 stycznia 1992) – paragwajska lekkoatletka, tyczkarka, wielokrotna rekordzistka kraju.

## Rekordy życiowe
- skok o tyczce – 3,75 (2015) rekord Paragwaju